# 不了情 (1989年電視劇)
《不了情》，1989年華視八點檔連續劇，何家勁、金素梅、林翠、張復健、唐威、韓湘琴、童安格、文潔、王佩韻主演。本劇是台灣編劇蔡明亮、導演李岳峰、製作人唐威共同打造的一部精緻大戲，擁有極高的收視率，是何家勁在台灣拍的第二部電視劇，也成功塑造了何家勁與金素梅這對銀幕情侶。於1989年4月10日至1989年5月19日每週一至週五晚上八點於華視播出。

## 故事大綱
中華民國卅七年，中國大陸時局紛亂。在大陸時，高裕平（張復健飾）經同學曾宏達（唐威飾）認識了名門千金陳曼莉（韓湘琴飾），拋棄了家鄉的妻子林月香（林翠飾）和三個孩子。第二年，月香趁著國民政府遷往台灣之際，帶著三孩子輾轉來到台灣，並且始終隱瞞其夫是個拋家棄子的父親的事實，讓孩子一直認為父親因戰爭而為國捐軀；家中還立了假牌位，不想使孩子以父親為恥。
二十年後，孩子長大了。月香的大兒子高廷江（何家勁飾）在偶然的機會中，認識了宏達的女兒曾家玉（金素梅飾），也意外聯繫上了裕平，使得上一輩的愛恨情仇在台灣繼續蔓延。
家玉對廷江一見鍾情。月香一直耿耿於懷當年裕平因宏達而拋妻棄子，所以仇視曾家，自然反對廷江與家玉在一起。而廷江在感情上表現得不堅定。在一次酒酣耳熱的夜裡，家玉懷了廷江的孩子……

## 演員表

### 高家
| 演員   | 角色   | 關係                                                                                         |
| 張復健 | 高裕平 | 高父，拋棄月香迎娶曼莉，搬至印尼。                                                           |
| 林翠   | 林月香 | 高母，被裕平拋棄後攜三子逃難來台。                                                           |
| 何家勁 | 高廷江 | 高家長子，對母親十分孝順，與家玉相戀，後因高母與曾父的誤會而被迫與家玉分手，一直深愛著家玉。 |
| 童安格 | 高廷河 | 高家次子，到美國攻讀博士，事事以自己為中心，前後與邵怡和珍妮佛交往。                         |
| 王佩韻 | 高廷涓 | 高家么女。                                                                                   |

### 曾家
| 演員   | 角色   | 關係                                                                         |
| 唐威   | 曾宏達 | 曾父，裕平的大學好友，因裕平關係而與月香有誤會。                             |
| 唐琪   | 陳麗華 | 曾母。                                                                       |
| 金素梅 | 曾家玉 | 宏達與麗華的獨生女，個性倔強任性，與廷江相愛，懷有廷江的孩子，後嫁給范中原。 |

### 其他
| 演員   | 角色   | 關係                                                                 |
| 韓湘琴 | 陳曼莉 | 宏達的表妹，裕平後娶的妻子。                                         |
| 文潔   | 邵怡   | 家玉與廷娟的大學同學，成為電影明星，苦等廷河多年的女友，被廷河拋棄。 |
| 傅雷   | 林得川 | 林國勝之父。                                                         |
| 陳啟峻 | 林國勝 | 廷江的好友，從小暗戀廷娟。                                           |
| 楊光友 | 焦富生 | 家玉、邵怡、廷娟的大學同學，暗戀邵怡。                               |
| 張正藍 | 張九妹 | 廷江與國勝工廠的領班，暗戀廷江。                                     |
| 文帥   | 范中原 | 家玉的先生。                                                         |
|        | 珍妮佛 | 廷河美國的女友。                                                     |
| 李怡慶 | 范家浩 | 廷江與家玉的兒子。                                                   |
| 江洋   | 邵兄   | 邵怡的大哥。                                                         |
| 朱家惠 | 邵嫂   | 邵怡的大嫂。                                                         |
| 王智駿 | 夏向洋 | 曼莉的乾兒子。                                                       |
| 王玉玲 | 海倫   | 陪同高廷江喝酒及回家的酒家女（客串）                                 |

## 製作團隊
- 製作人：唐威
- 編　劇：蔡明亮
- 導　演：李岳峰

## 音樂
- 主題曲：徐小鳳〈不了情〉

曲：王福齡、詞：陶秦
- 片尾曲：童安格〈忘不了〉

曲：童安格、詞：童安格
- 插曲：童安格〈別離歌〉

曲：童安格、詞：劉虞瑞

## 拍攝場景
- 天母公園
- 台北機場
- 婦聯六村
- 婦聯公園

## 同時段節目
- 台視《誰殺了大明星／天才房東妙房客》[1]
- 中視《胭脂扣／天使之愛》

## 作品變遷
| 臺灣 華視 每週一至週五 20:00 - 21:00           | 臺灣 華視 每週一至週五 20:00 - 21:00       | 臺灣 華視 每週一至週五 20:00 - 21:00 |
| ---------------------------------------------- | ------------------------------------------ | ------------------------------------ |
|                                                | 不了情 （1989年4月10日－1989年5月19日）    |                                      |
| 海鷗飛處彩雲飛 （1989年2月13日－1989年4月7日） | 追妻三人行 （1989年5月22日－1989年7月3日） |                                      |